# Nicola Mazza
Nicola Mazza (Verona, 10 marzo 1790 – Verona, 2 agosto 1865) è stato un presbitero e educatore italiano.

## Biografia

### Infanzia e formazione

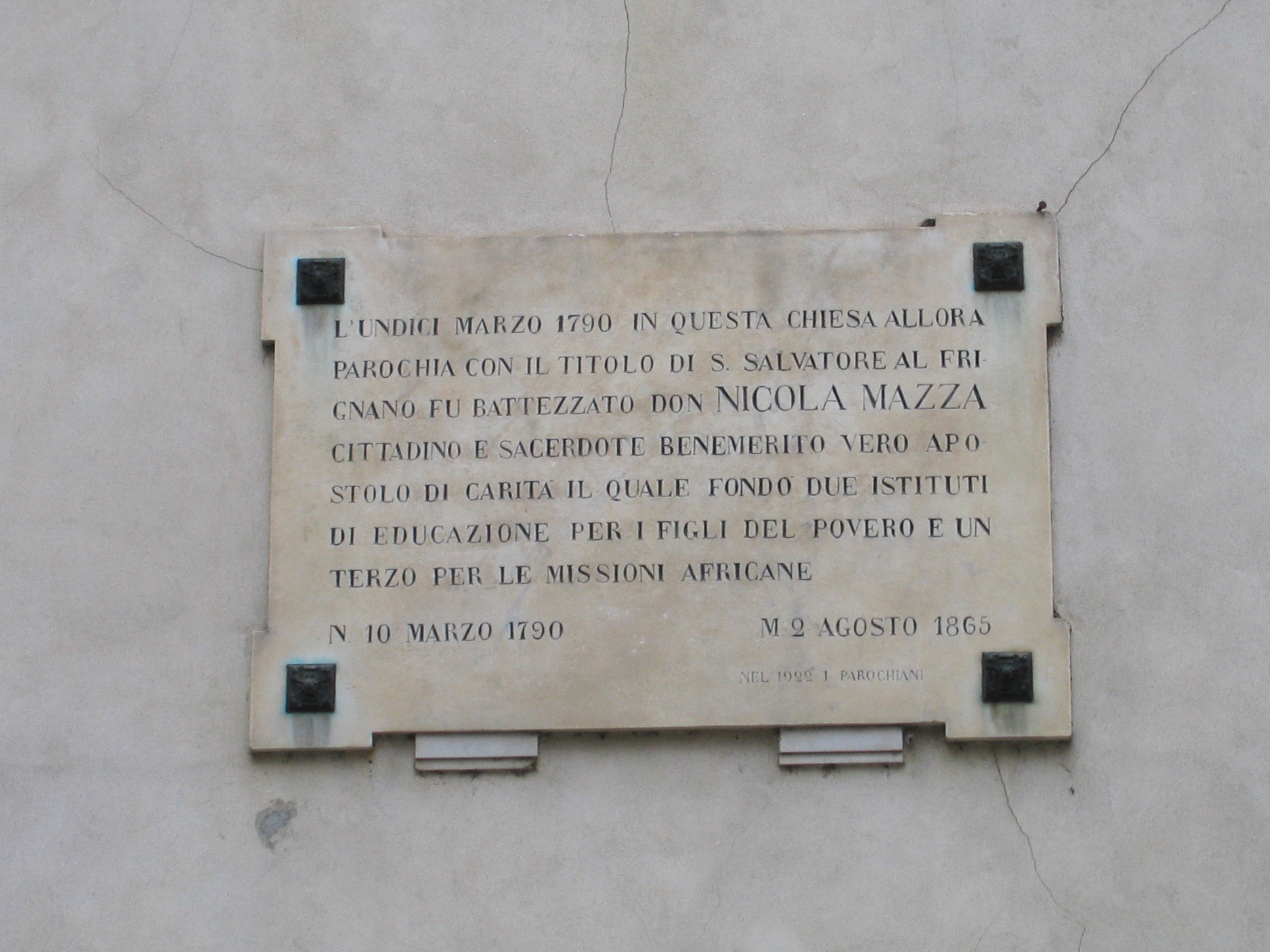
Lapide sulla chiesa dove fu battezzato don Mazza.

Nicola nacque a Verona nel 1790, primo di nove figli, da una famiglia di commercianti. I genitori gestivano un negozio di stoffe nella centrale Piazza delle Erbe. Nel 1797 l'occupazione francese spinse la famiglia a trasferirsi nella località collinare di Marcellise, frazione di San Martino Buon Albergo a circa dodici chilometri dalla città.
Per difficoltà di salute non frequentò scuole, ma ebbe come precettore privato il noto purista Antonio Cesari, sacerdote filippino.
Ricevette l'abito ecclesiastico nella cappella della villa paterna e venne poi ordinato sacerdote a Verona nel 1814.
Entrò nel gruppo di discepoli di san Gaspare Bertoni, del quale fecero parte altri fondatori veronesi dell'800. Vi maturò spirito di austerità e preghiera, dedizione ai giovani e alle necessità dei più poveri, insieme all'entusiasmo per le missioni in Africa, tanto da essere soprannominato “don Congo”.

### L'opera sacerdotale e le fondazioni
Iniziò l'insegnamento della matematica e, saltuariamente, di fisica e storia universale, nelle scuole pubbliche del Seminario. Ogni fine settimana ritornava a Marcellise come cappellano, servizio che continuò anche dopo il 1821, quando difficoltà finanziarie indussero il padre a cedere la proprietà agricola con la villa. A Marcellise conobbe due ragazzi di umili condizioni ma capaci, che aiutò a studiare a Verona: divenuti sacerdoti, Luigi Dusi e Alessandro Aldegheri collaborarono alle opere che aveva fondato nel frattempo.
Nel 1828, infatti, don Nicola iniziò ad accogliere fanciulle abbandonate o trascurate dalle famiglie, affidandole ad alcune educatrici costituite in piccoli gruppi di tipo familiare. Da queste origini nascerà nella parrocchia di San Paolo in Campo Marzio l’Istituto femminile, condotto da laiche consacrate chiamate Cooperatrici. Le case si moltiplicarono, dando vita anche a una scuola per le due prime classi elementari, a un laboratorio di fiori artificiali e a una grande filanda per la seta, con laboratorio di ricamo.
Nel 1833, con cinque allievi, negli ambienti di San Carlo iniziò il futuro Istituto maschile per ragazzi capaci, per consentire lo studio a coloro le famiglie dei quali non disponevano dei mezzi economici necessari. Nello stesso anno, fu inaugurato un dipinto per l'altare delle Devozioni commissionato da Don Mazza a Giovanni Battista Caliari, pittore a lui vicino. L'opera riproponeva lo schema della scuola veronese presente dagli inizi del XIX secolo negli affreschi della Chiesa di Marcellise intitolata alla Cattedra di San Pietro.
Quando questi terminarono gli studi secondari, nel 1839, aprì a Padova una casa universitaria

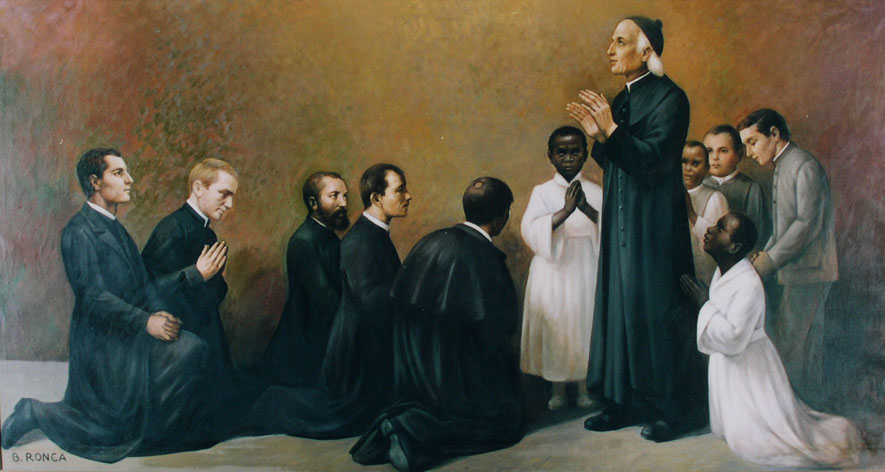
Don Mazza benedice i missionari, dipinto di Benvenuto Ronca

Le opere missionarie furono preparate già nel 1845, inviando don Angelo Vinco, che aveva manifestato vocazione missionaria, presso il Pontificio Collegio Urbano "De Propaganda Fide", a Roma. Questi partì nel 1847 per il nuovo Vicariato apostolico dell'Africa Centrale, dove operò fino alla morte per febbri nel 1853. Altri suoi allievi si sentono chiamati alla stessa vocazione. In seguito all'incontro con il sacerdote genovese don Nicola Olivieri, che riscattava ragazze nere dai mercati degli schiavi africani e intendeva affidarne alcune ai suoi istituti, maturò un disegno d'intervento missionario in Africa. Le giovani africane sarebbero state preparate all'insegnamento, alla catechesi e alle attività domestiche nell'istituto femminile veronese. Nell'istituto maschile i “moretti” sarebbero stati avviati ai mestieri e alle professioni necessarie, non escluso il sacerdozio. I sacerdoti dell'Istituto li avrebbero seguiti in Africa, per costituirvi piccoli nuclei evangelizzatori e promotori di progresso. Nel 1853 partono in esplorazione don Giovanni Beltrame e don Antonio Castagnaro, quest'ultimo però si ammalò e morì quasi subito. Nel 1857 furono nuovamente inviati cinque sacerdoti e un laico. Appartenevano al gruppo don Giovanni Beltrame, don Francesco Oliboni, don Angelo Melotto, don Alessandro Dal Bosco, don Daniele Comboni, futuro vescovo e santo, e il laico Isidoro Zilli. Ma, ritornato in Italia, il Comboni si confermerà ancor più della necessità di continuare la missione. Don Mazza intanto operò per coinvolgere nell'impresa i cittadini veronesi e assicurarsi l'appoggio della Marienverein di Vienna, un'associazione nata appositamente per sostenere e finanziare la missione in Africa Centrale.
Nel corso della sua vita, don Nicola Mazza cercò sempre legami con il mondo culturale, amministrativo ed economico della città e fu membro del Consiglio comunale e dell'Accademia di Agricoltura Scienze e Lettere. A seguito della partecipazione, con la sua opera, all'esposizione internazionale di Parigi del 1855, il Mazza fu anche nominato vicepresidente onorario della Società Universale per l'incoraggiamento delle arti e dell'industria di Londra.
Lo ressero riferimenti spirituali solidi: come confessore sant'Alfonso Maria de' Liguori, per il ministero sacerdotale e sociale Antonio Rosmini, per la formazione e l'inquadramento giuridico dei suoi collaboratori sant'Ignazio di Loyola.

### La morte, il seguito delle opere, il processo di canonizzazione

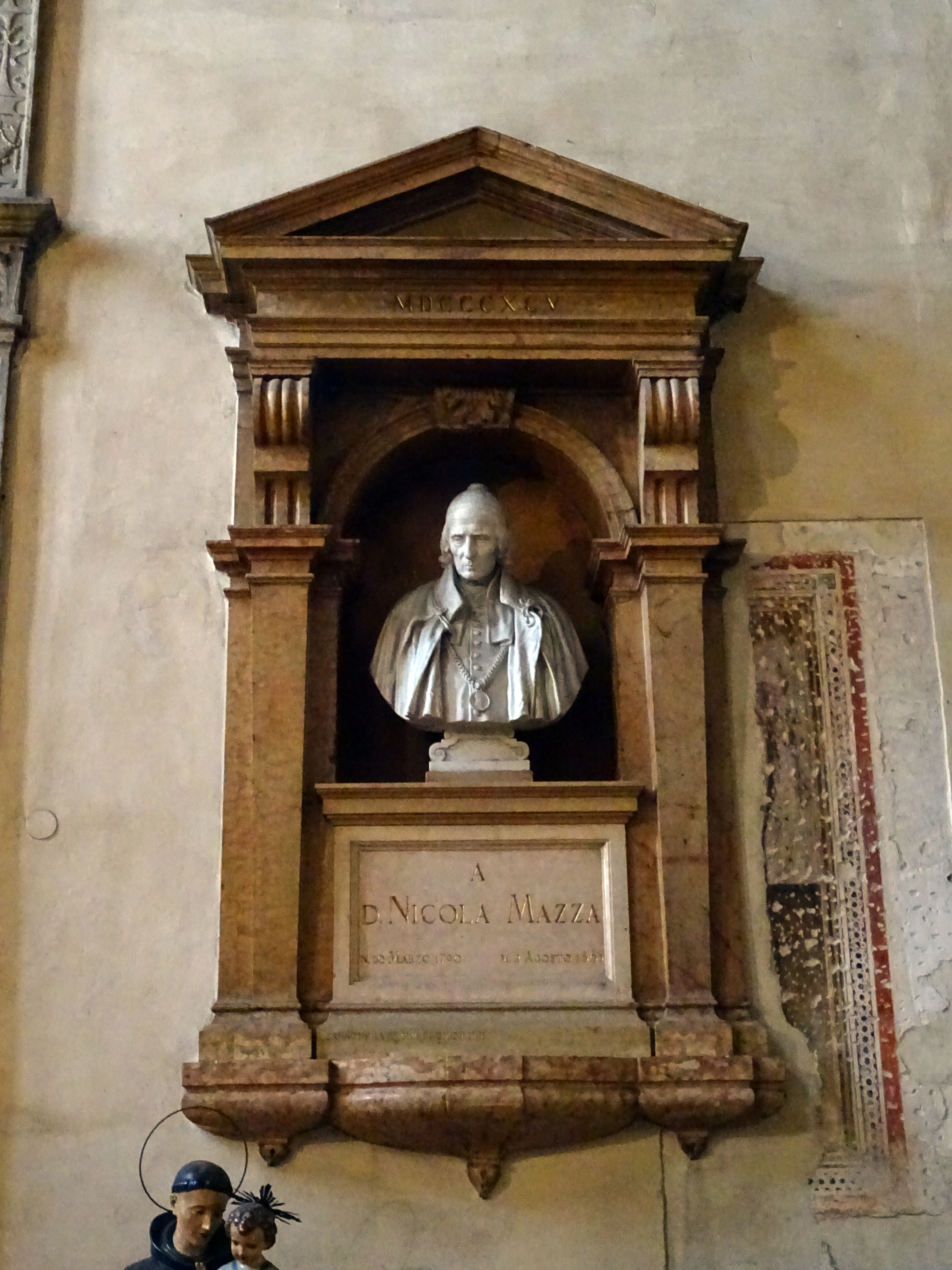
Monumento a Nicola Mazza nella Chiesa di San Tomaso Cantuariense a Verona

Nel luglio 1865 le condizioni di salute di don Mazza, ammalato da tempo, si aggravarono e la stampa scaligera rappresentata dai giornali "Nuova Gazzetta di Verona"  e "Eco del Veneto", seguì il decorso della malattia con straordinaria partecipazione, sottolineando la santità del religioso e le molte opere da lui compiute a favore della società.
Don Nicola Mazza morì a Verona il 2 agosto 1865. Il suo corpo si trova nella scuola che la sua città fondò in suo onore.
Dopo la morte del fondatore, il vescovo di Verona cardinale Luigi di Canossa, ridusse di molto l'organico di sacerdoti e chierici presso l'Istituto di San Carlo, lasciandone la cura alla Diocesi di Verona. Gli istituti maschile e femminile continuarono, senza particolari progetti di sviluppo, mentre per oltre un secolo la prospettiva missionaria, passò in consegna esclusivamente a san Daniele Comboni e alle sue congregazioni religiose.
L'istituzione della Pia Società di don Mazza nel 1951, della Pia Società maestre Cooperatrici di don Mazza e della Congregazione della Carità del Sacro Cuore di Gesù (“Suore di don Mazza”) portarono a nuovi ampi sviluppi le opere mazziane in Italia e in Brasile. I sacerdoti, le cooperatrici e le suore di questi istituti proseguono oggi l'opera di don Nicola Mazza in Italia (Verona, Padova e Roma) e in Brasile (João Pessoa - PB; Olinda - PE; San Paolo - SP).
Nel 1951 l'opera di don Mazza a favore degli studenti Universitari ispirò anche l'apertura, a Padova, di quello che sarà il Collegio Universitario Don Nicola Mazza da parte del sacerdote mazziano Giuseppe Tosi. Sulla base dell'opera educativa di Nicola Mazza è inoltre, ancora oggi, presente a Verona una scuola secondaria a lui dedicata, divisa in scuola media e licei (classico e scientifico).
Il 3 giugno 2013 il papa Francesco, a conclusione del processo presso la Congregazione per le Cause dei Santi, ha confermato il riconoscimento delle virtù eroiche del Mazza, attribuendo al Servo di Dio, il titolo di Venerabile.